# Беєрит
Беєри́т (рос. бейерит; англ. beyerite; нім. Beyerit) — мінерал, карбонат кальцію та бісмуту.
Названий на честь німецького мінералога Адольфа Беєра.

## Загальний опис
Хімічна формула:
1. За Г. Штрюбелем і З. Х. Циммером: 2[Ca(BiO)2(CO3)2].
2. За Є. К. Лазаренком: CaBi2[O|CO3)2. Са може заміщатися Pb.
Сингонія тетрагональна. Твердість 3. Густина 6,5-6,95. Колір жовтий, білий, сірувато-зелений.
Вторинний мінерал.
Зустрічається в асоціації з бісмутитом. Знайдений в Шнеєберзі (ФРН) та Стюарт-Майнс (штат Каліфорнія, США).